# Hospital de la Pasión (Ciudad Rodrigo)
El Hospital de la Pasión ha sido y es la principal institución asistencial histórica de Ciudad Rodrigo (Salamanca) fundada durante la época de los Reyes Católicos que ha llegado hasta nuestros días con parecidos fines. 

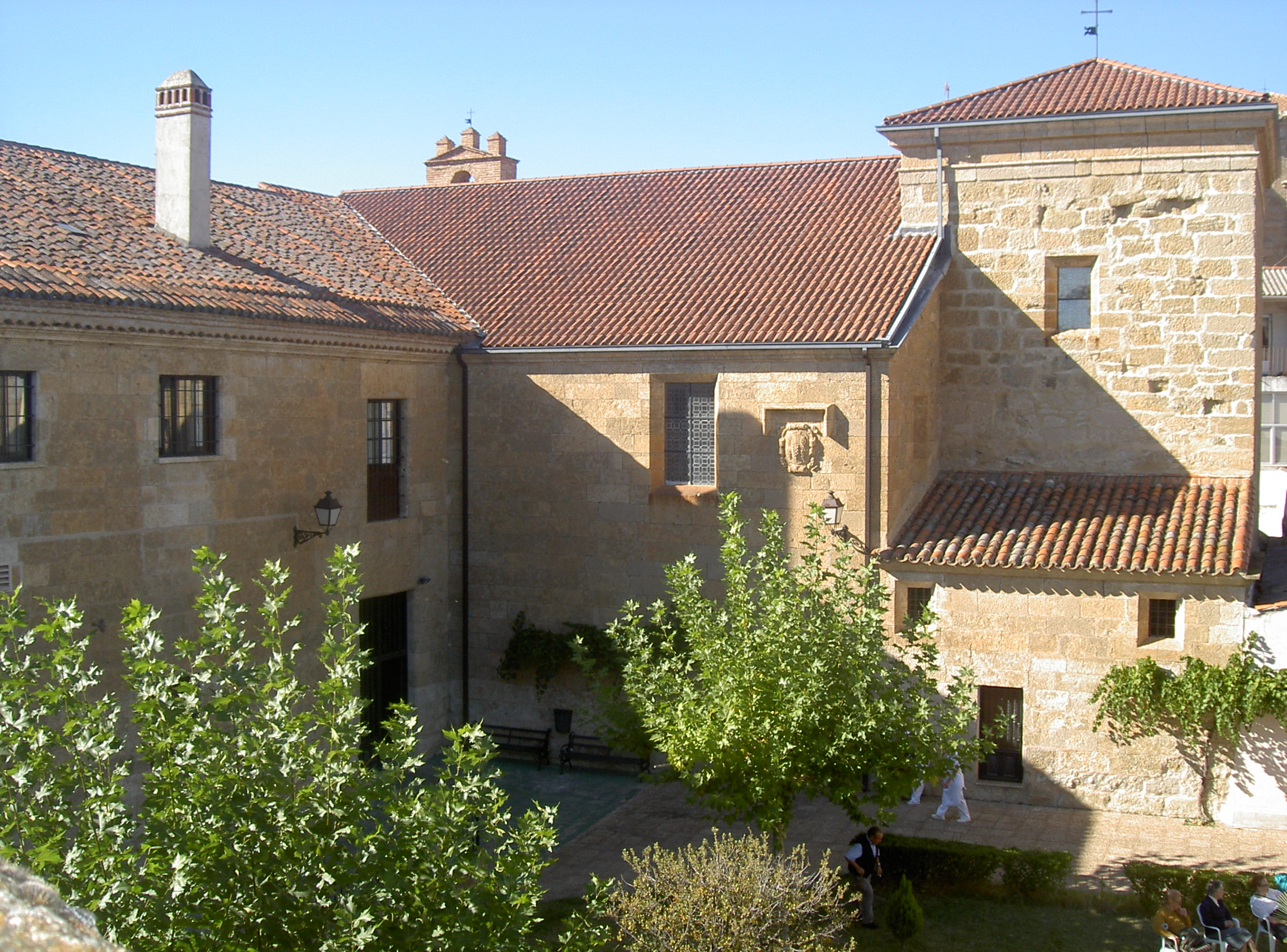
Hospital de la Pasión.

## Historia
Los orígenes de la orden hospitalaria de San Juan (orden de Malta u Orden del hospital) en Ciudad Rodrigo se remontan a las primeras décadas de la existencia de la diócesis civitatense, tal y como demuestra la participación de sus representantes en una concordia entre clero y seglares datada de 1180. En 1479 se reunieron doce caballeros en la iglesia que tenía la orden en la Plaza Mayor de la ciudad con el fin de crear una cofradía con fines asistenciales -atención a menesterosos y enfermos- que tomó el nombre de Cofradía de la Sangre de Cristo o de la Pasión. Unos años después, en 1492, los Reyes Católicos cedieron unos solares pertenecientes a los corrales y la sinagoga de los judíos expulsados para que esta cofradía construya su hospital. 
El siglo XVI es período de luces en la ciudad, y para el Hospital es época de grandes fundaciones y herencias. Así, entre otras fortunas, la noble mirobrigense Juana Pérez Piñero funda una sala para convalecientes (enfermos que, por no tener fiebre eran expulsados de la institución). Durante este siglo, tras la reforma hospitalaria de Felipe II, el Hospital de la Pasión se convirtió en el Hospital General de Ciudad Rodrigo, haciéndose cargo de las demás instituciones de la ciudad, como el Hospital de la Piedad o el de Nuestra Señora de Lerilla, que recogían enfermos infecto-contagiosos y peregrinos respectivamente. 
Contaba el Hospital desde el siglo XVI con un Patio de Comedias, que servía como fuente de ingresos para el mantenimiento de la institución. Un incendio acabó con el mismo, y no pudo ser reconstruido en el siglo XVIII ante la negativa del obispo de la ciudad, Cayetano Cuadrillero y Mota, que argüía razones morales para su impedimento.
Durante el siglo XVIII el hospital asumirá responsabilidades militares tras varias contratas con la Corona, por lo que tendrá que hacer varias reformas infraestructurales para albergar a estos pacientes, con nuevas patologías como el gálico. 
En el siglo XIX el Hospital vivirá su mayor crisis a causa de la Guerra de la Independencia. Conocida la importancia de la plaza mirobrigense para este conflicto internacional, el Hospital volcará sus esfuerzos hasta la extenuación. El resto del siglo irá recomponiéndose. A mediados de aquel siglo (1854) se hicieron cargo del hospital las Siervas de María, en vida de su fundadora Santa Soledad Torres Acosta, quien se personó en la ciudad para traer a su Orden. El edificio del Hospital ha sido renovado totalmente, finalizando las obras de restauración en mayo de 1995. Dispone actualmente de 130 camas y diversos servicios de atención médica y es regentado aún por la primitiva Junta, desde el siglo XVII compuesta por 12 seglares y 12 clérigos de entre los prohombres de Ciudad Rodrigo.

## Arte y Arquitectura
Edificio del siglo XVI muy modificado durante el XVIII. La capilla alberga un interesante Crucificado de Lucas Mitata del siglo XVI que forma un Calvario con un San Juan y una María obra del mirobrigense Juan de Remesal casi un siglo posteriores. Entre su patrimonio destaca, además, la "Virgen del Buen Suceso", pieza de marfil hispano-filipina (o sino-hispánica) regalada por el Capitán Pacheco Maldonado, quien dejó buena parte de su herencia en el siglo XVI a esta institución benéfica.